# Impasse de La Jonquière
Impasse de La Jonquière är en återvändsgata i Quartier des Épinettes i Paris sjuttonde arrondissement. Gatan är uppkallad efter Jacques-Pierre de Taffanel de la Jonquière (1685–1752), generalguvernör för Nya Frankrike. Impasse de La Jonquière börjar vid Rue de La Jonquière 101.

## Omgivningar
- Sainte-Marie des Batignolles
- Impasse du Pèlerin
- Rue Guttin
- Rue Bessières

## Bilder
| - Gatuskylt. - Sainte-Marie des Batignolles. |

## Kommunikationer
- Tunnelbana – linjerna   – Porte de Clichy
- Busshållplats Boulay – Paris bussnät

### Webbkällor
- ”Impasse de La Jonquière”. Mairie de Paris. https://web.archive.org/web/20150910125149/http://www.v2asp.paris.fr/commun/v2asp/v2/nomenclature_voies/Voieactu/5193.nom.htm. Läst 10 januari 2024.
- ”Impasse de La Jonquière (17ème arrondissement)”. Les rues de Paris. https://web.archive.org/web/20160409103213/http://www.parisrues.com/rues17/paris-17-impasse-de-la-jonquiere.html. Läst 10 januari 2024.